# Кутрасовка
Кутра́совка (баш. Ҡутрас) — деревня в Дуванском районе Республики Башкортостан Российской Федерации. Входит в состав Дуванского сельсовета.

## География

### Географическое положение
У Кутрасовки начинается в суходоле река Лемазы.
Расстояние до:
- районного центра (Месягутово): 37 км,
- центра сельсовета (Дуван): 6 км,
- ближайшей ж/д станции (Сулея): 110 км.

## Население
| 2002 | 2010 |
| ---- | ---- |
| 23   | ↘16  |